# 月球17号
月球17号属于苏联第三代月球探测器。它最主要的任务就是将月球车1号送上月球表面。

## 结构
月球17号主要分为下降级和月球车两个部分。月球17号采用了和月球16号相同的下降级，月球车放置在下降级的上面，执行任务时通过坡道行进到月球表面。